# 麥克·馬瓦尼
約翰·邁克爾·「麥克」·馬瓦尼（英語：John Michael "Mick" Mulvaney；1967年7月21日—）是美國共和黨籍政治人物。自2011年到2017年，他是南卡羅來納州第5選舉區選出的美國眾議院議員。在當選國會議員之前，馬瓦尼曾是南卡羅來納州參議院的議員。
2016年12月16日，候任美國總統唐納·川普提名德沃斯出任美国行政管理和预算局局長。
2018年12月14日，美國總統唐納·川普宣布馬瓦尼将在2019年接替約翰·F·凱利接任代理白宮幕僚長一職。
2020年3月6日，美國總統唐納·川普宣布馬瓦尼轉任美國駐北愛爾蘭特使，並由馬克·米道斯正式接任白宮幕僚長。